# Soulier d'or belge 2008
Le Soulier d'or 2008 est un trophée individuel, récompensant le meilleur joueur du championnat de Belgique sur l'ensemble de l'année 2008. Ceci comprend donc à deux demi-saisons, la fin de la saison 2007-2008, de janvier à juin, et le début de la saison 2008-2009, de juillet à décembre.

## Lauréat
Il s'agit de la cinquante-cinquième édition du trophée, remporté par le milieu de terrain du Standard de Liège Axel Witsel. Le Standard ayant remporté son premier titre de champion de Belgique en juin après 25 ans de disette, personne n'est surpris qu'un joueur « Rouche » obtienne le trophée. C'est finalement Witsel qui est choisi, devant ses coéquipiers Milan Jovanović et Marouane Fellaini. Ce dernier remporte le premier tour des votes haut la main, mais à la suite de son départ pour Everton durant l'été, il ne marque aucun point lors du second tour. Il reçoit néanmoins le prix du « Meilleur belge évoluant à l'étranger » pour son début de saison réussi dans son nouveau club.

## Classement complet
| Place | Joueur               | Nationalité | Club(s)                             | 1er tour | 2e tour | Total |
| ----- | -------------------- | ----------- | ----------------------------------- | -------- | ------- | ----- |
| 1.    | Axel Witsel          |             | Standard de Liège                   | 22       | 182     | 204   |
| 2.    | Milan Jovanović      |             | Standard de Liège                   | 33       | 167     | 200   |
| 3.    | Marouane Fellaini    |             | Standard de Liège / Everton         | 175      | 4       | 179   |
| 4.    | Mbark Boussoufa      |             | RSC Anderlecht                      | 143      | 9       | 152   |
| 5.    | Steven Defour        |             | Standard de Liège                   | 22       | 105     | 127   |
| 6.    | Dieumerci Mbokani    |             | Standard de Liège                   | 25       | 88      | 113   |
| 7.    | Guillaume Gillet     |             | RSC Anderlecht                      | 11       | 63      | 74    |
| 8.    | Stijn Stijnen        |             | FC Bruges                           | 35       | 22      | 57    |
| 9.    | Jan Polak            |             | RSC Anderlecht                      | 17       | 30      | 47    |
| =.    | Bryan Ruiz           |             | La Gantoise                         | 44       | 3       | 47    |
| 11.   | Wesley Sonck         |             | FC Bruges                           | 0        | 35      | 35    |
| 12.   | Hernan Losada        |             | Germinal Beerschot / RSC Anderlecht | 24       | 0       | 24    |
| 13.   | Jelle Van Damme      |             | RSC Anderlecht                      | 10       | 4       | 14    |
| 14.   | Tom De Sutter        |             | Cercle Bruges                       | 3        | 8       | 11    |
| ==.   | Elyaniv Barda        |             | KRC Genk                            | 4        | 7       | 11    |
| 16.   | Stijn De Smet        |             | Cercle Bruges                       | 10       | 0       | 10    |
| 17.   | Dante                |             | Standard de Liège                   | 8        | 1       | 9     |
| 18.   | Oguchi Onyewu        |             | Standard de Liège                   | 0        | 8       | 8     |
| 19.   | Olivier Doll         |             | KSC Lokeren                         | 3        | 3       | 6     |
| ==.   | Ouwo Moussa Maazou   |             | KSC Lokeren                         | 0        | 6       | 6     |
| ==.   | Daniel Zitka         |             | RSC Anderlecht                      | 0        | 6       | 6     |
| 22.   | Joseph Akpala        |             | Sporting Charleroi / FC Bruges      | 2        | 2       | 4     |
| 23.   | Nicolas Frutos       |             | RSC Anderlecht                      | 0        | 3       | 3     |
| ==.   | Marcos Camozzato     |             | Standard de Liège                   | 0        | 3       | 3     |
| ==.   | Wilfried Dalmat      |             | RAEC Mons / Standard de Liège       | 0        | 3       | 3     |
| ==.   | João Carlos          |             | KSC Lokeren / KRC Genk              | 0        | 3       | 3     |
| ==.   | Logan Bailly         |             | KRC Genk                            | 0        | 3       | 3     |
| ==.   | Grégory Dufer        |             | Standard de Liège / AFC Tubize      | 0        | 3       | 3     |
| ==.   | Bjorn Vleminckx      |             | FC Malines                          | 0        | 3       | 3     |
| ==.   | Kenny Steppe         |             | Germinal Beerschot                  | 3        | 0       | 3     |
| 31.   | Sanharib Malki       |             | Germinal Beerschot                  | 2        | 0       | 2     |
| ==.   | Adékambi Olufadé     |             | La Gantoise                         | 2        | 0       | 2     |
| ==.   | Henri Munyaneza      |             | Germinal Beerschot                  | 2        | 0       | 2     |
| ==.   | Geoffrey Mujangi Bia |             | Sporting Charleroi                  | 2        | 0       | 2     |
| ==.   | Damir Mirvić         |             | KSV Roulers                         | 2        | 0       | 2     |
| ==.   | Mohamed Sarr         |             | Standard de Liège                   | 1        | 1       | 2     |
| ==.   | Jérémy Perbet        |             | AFC Tubize                          | 0        | 2       | 2     |
| ==.   | Mark Volders         |             | Excelsior Mouscron                  | 0        | 2       | 2     |
| ==.   | Daniel Cruz          |             | Germinal Beerschot                  | 2        | 0       | 2     |
| ==.   | Philippe Clement     |             | FC Bruges                           | 0        | 2       | 2     |
| 41.   | Jurgen Sierens       |             | KSV Roulers                         | 0        | 1       | 1     |
| ==.   | Brian Priske         |             | FC Bruges                           | 1        | 0       | 1     |
| ==.   | Tony Sergeant        |             | Cercle Bruges                       | 0        | 1       | 1     |
| ==.   | Sven Kums            |             | KV Courtrai                         | 0        | 1       | 1     |
| ==.   | Mbaye Leye           |             | SV Zulte Waregem                    | 1        | 0       | 1     |
| ==.   | Faris Haroun         |             | Germinal Beerschot                  | 0        | 1       | 1     |
| ==.   | Bart Goor            |             | RSC Anderlecht                      | 1        | 0       | 1     |
| ==.   | Lucas Biglia         |             | RSC Anderlecht                      | 1        | 0       | 1     |
| ==.   | Nabil Dirar          |             | Cercle Bruges                       | 1        | 0       | 1     |
| ==.   | Boubacar Copa        |             | KSC Lokeren                         | 0        | 1       | 1     |

## Classements intermédiaires

### Premier tour
- Top dix des votes du 1er tour uniquement (votes clôturés en juin)

| Place | Joueur            | Nationalité | Club(s)            | Points |
| ----- | ----------------- | ----------- | ------------------ | ------ |
| 1.    | Marouane Fellaini |             | Standard de Liège  | 175    |
| 2.    | Mbark Boussoufa   |             | RSC Anderlecht     | 143    |
| 3.    | Bryan Ruiz        |             | La Gantoise        | 44     |
| 4.    | Stijn Stijnen     |             | FC Bruges          | 35     |
| 5.    | Milan Jovanović   |             | Standard de Liège  | 33     |
| 6.    | Dieumerci Mbokani |             | Standard de Liège  | 25     |
| 7.    | Hernan Losada     |             | Germinal Beerschot | 24     |
| 8.    | Steven Defour     |             | Standard de Liège  | 22     |
| =.    | Axel Witsel       |             | Standard de Liège  | 22     |
| 10.   | Jan Polak         |             | RSC Anderlecht     | 17     |

### Deuxième tour
- Top dix des votes du 2e tour uniquement

| Place | Joueur            | Nationalité | Club(s)           | Points |
| ----- | ----------------- | ----------- | ----------------- | ------ |
| 1     | Axel Witsel       |             | Standard de Liège | 182    |
| 2     | Milan Jovanović   |             | Standard de Liège | 167    |
| 3     | Steven Defour     |             | Standard de Liège | 105    |
| 4     | Dieumerci Mbokani |             | Standard de Liège | 88     |
| 5     | Guillaume Gillet  |             | RSC Anderlecht    | 63     |
| 6     | Wesley Sonck      |             | FC Bruges         | 35     |
| 7     | Jan Polak         |             | RSC Anderlecht    | 30     |
| 8     | Stijn Stijnen     |             | FC Bruges         | 22     |
| 9     | Mbark Boussoufa   |             | RSC Anderlecht    | 9      |
| 10    | Tom De Sutter     |             | Cercle Bruges     | 8      |
| 10    | Oguchi Onyewu     |             | Standard de Liège | 8      |

## Autres prix

### Meilleur belge à l'étranger
|   | Vainqueur         | Club       | Championnat    |
| - | ----------------- | ---------- | -------------- |
| 1 | Marouane Fellaini | Everton FC | Premier League |

Les autres nommés sont: 
| nommé            | Club            | Championnat    |
| ---------------- | --------------- | -------------- |
| Vincent Kompany  | Manchester City | Premier League |
| Thomas Vermaelen | Ajax Amsterdam  | Eredivisie     |
| Jan Vertonghen   | Ajax Amsterdam  | Eredivisie     |

### Plus beau but
| 1 | Silvio Proto | Belgique | RSC Anderlecht |